# Tour de Picardie
Tour de Picardie er et fransk etapeløb i landevejscykling som arrangeres hvert år i maj. Løbet er blevet arrangeret siden 1936. Løbet er af UCI klassificeret med 2.1 og er en del af UCI Europe Tour. Løbet havde i 2016 3 etaper.

## Vindere
| - 2016 Nacer Bouhanni - 2015 Kris Boeckmans - 2014 Arnaud Démare - 2013 Marcel Kittel - 2012 John Degenkolb - 2011 Romain Feillu - 2010 Ben Swift - 2009 Lieuwe Westra - 2008 Sébastien Chavanel - 2007 Robert Hunter - 2006 Jimmy Casper - 2005 Janek Tombak - 2004 Tom Boonen - 2003 David Millar - 2002 Michael Sandstød - 2001 Olivier Asmaker - 2000 Michael Sandstød - 1999 Jaan Kirsipuu - 1998 Aleksandr Vinokurov - 1997 Ingen løb - 1996 Philippe Gaumont - 1995 Jelle Nijdam - 1994 Miguel Indurain - 1993 Frédéric Moncassin - 1992 Thierry Marie - 1991 Wilfried Nelissen - 1990 Hendrik Redant - 1989 Andreas Kappes - 1988 Steve Bauer - 1987 Jelle Nijdam - 1986 Gilbert Duclos-Lassalle - 1985 Jozef Lieckens - 1984 Allan Peiper - 1983 Pascal Jules - 1982 Gilbert Duclos-Lassalle - 1981 Jean-Luc Vandenbroucke | - 1980 Patrick Bonnet - 1979 Bernard Hinault - 1978 Willy Teirlinck - 1977 Willy Teirlinck - 1976 Emiel Gijsemans - 1975 Dietrich Thurau - 1974 Robert Mintkiewicz - 1973 Alain Santy - 1972 Cyrille Guimard - 1971 André Dierickx - 1970 Frans Verbeeck - 1969 José Samyn - 1968 Walter Boucquet - 1967 Peter Glemser - 1966 Hubert Niel - 1965 Seamus Elliott - 1964 Wilfried Boelke - 1963 Klaus Bugdahl - 1962 André Bar - 1961 Jaime Alomar - 1960 Jo De Haan - 1959 Joseph Wasko - 1958 Joseph Thomin - 1957 Jean Stablinski - 1956 Louis Caput - 1955 Lucien Gillen - 1954 Jean Bellay - 1953 Alfred Tonello - 1952 Raymond Komor - 1951 Pierre Lagrange - 1950 Simon Hyz - 1940 - 1949 Ingen løb - 1939 André Desmoulins - 1938 Lucien Le Guevel - 1937 Gaston Grimbert - 1936 Marcel Blanchon |